# Ion Jalea
Pour les articles homonymes, voir Jalea.
Ion Jalea (iˈon ˈʒale̯a), né le 19 juillet 1887 à Casimcea, dans le județ de Tulcea et mort le 7 novembre 1983 à Bucarest, est un sculpteur et médailleur roumain, membre de l'Académie roumaine.
Il est connu pour avoir œuvré la majorité de sa vie avec seulement son bras droit, ayant perdu son bras gauche sur le front de l'Est durant la Première Guerre mondiale. Il a réalisé plusieurs monuments de grande importance dans la capitale roumaine, comme le monument aux Héros des Chemins de fer roumains ou encore l'Arc de triomphe de Bucarest.

## Biographie

### Jeunesse et études

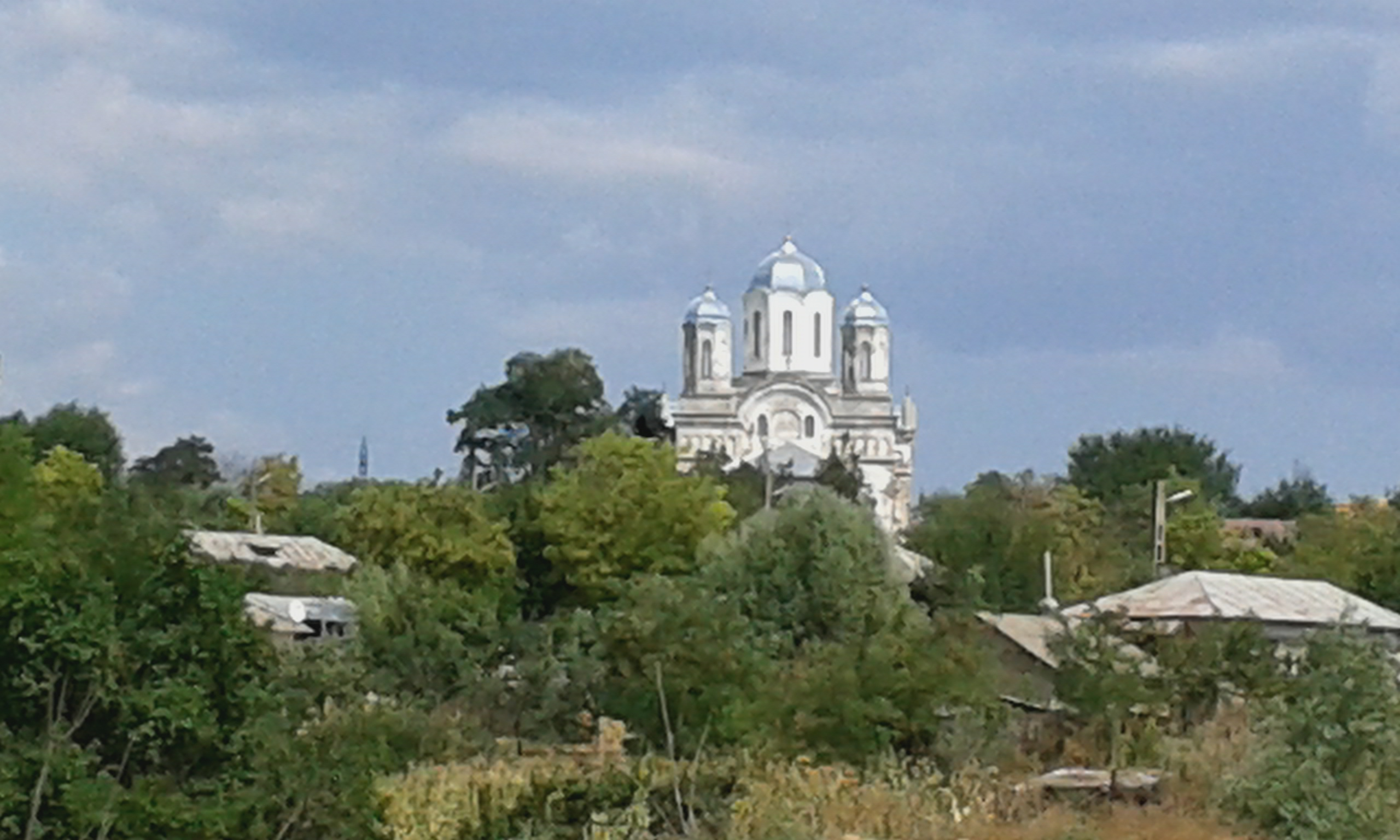
Casimcea et son église en 2015.

Ion Jalea naît dans le petit village de Casimcea le 19 juillet 1887. Sa famille déménage en 1893 dans le village de Ciocârlia de Jos. Il va fréquenter le collège national Mircea cel Bătrân (en), dans la ville voisine de Constanța,. Il poursuit ses études à l'École des Arts plastiques (en roumain : Școala de Arte și Meserii), et en 1909 intègre l'université nationale d'art de Bucarest, où il devient élève des sculpteurs de renom Frederic Storck et Dimitrie Paciurea (en). En mai 1915, il réalise sa première exposition personnelle.

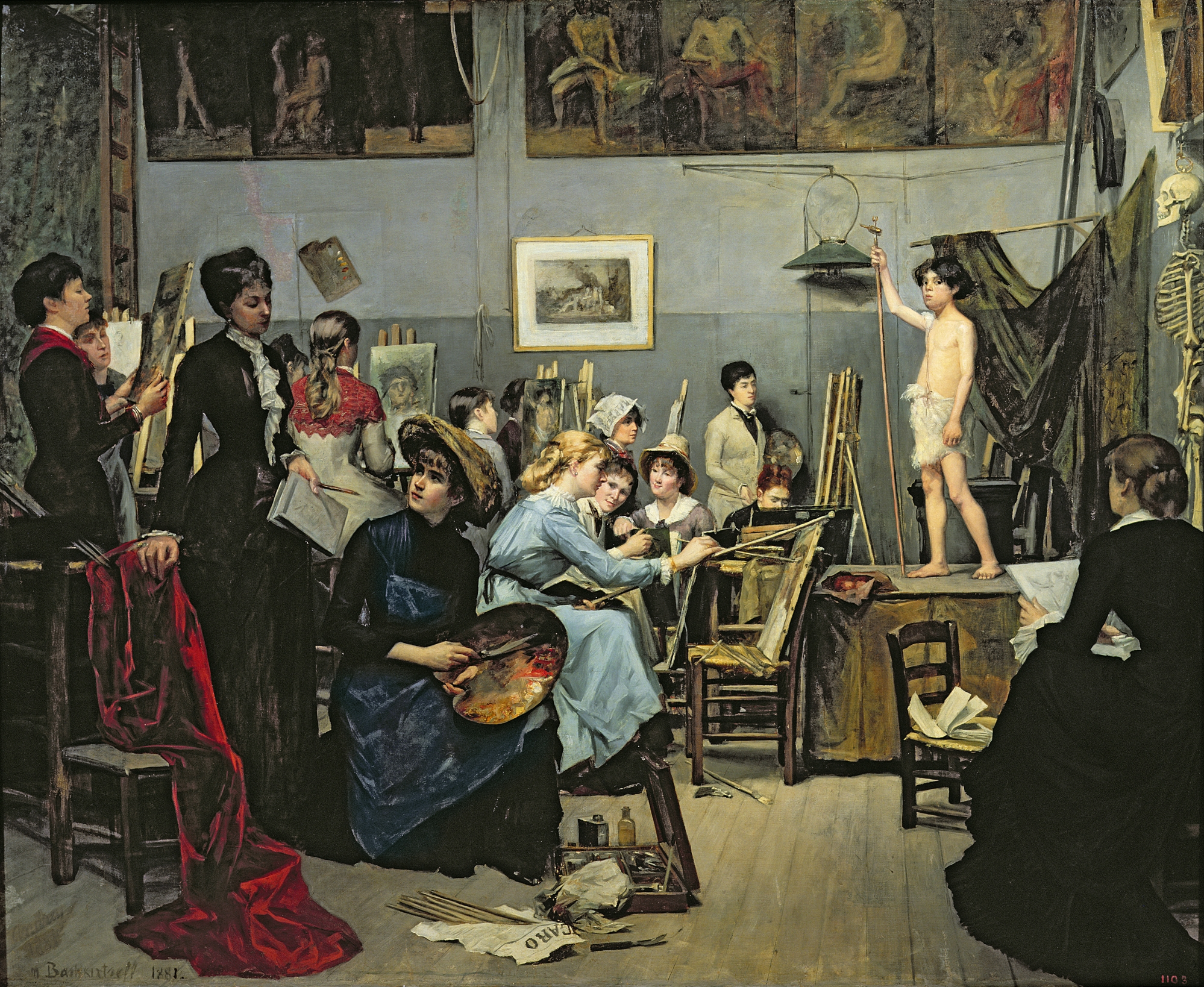
Marie Bashkirtseff, L'Académie Julian, 1881, musée d'art de Dnipro.

En 1916, le jeune étudiant en sculpture s'installe à Paris, pour fréquenter l'Académie Julian. Il y est alors apprenti en sculpture avec Henri Coandă, au studio d'Auguste Rodin, puis à celui d'Antoine Bourdelle.

### Première Guerre mondiale

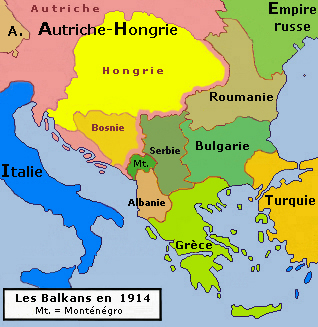
Carte des Balkans, avec la Roumanie, à l'aube de la Première Guerre mondiale.

Août 1916 marque l'entrée en guerre du royaume de Roumanie aux côtés de l'Entente. Jalea retourne au pays, et en 1917, rejoint l'armée de terre roumaine. Il combat sur le front moldave, en particulier à Corbu, Măxineni et Nămoloasa. Le 17 août 1917, il est grièvement blessé, et est emmené à Galați pour y être traité, puis à Iași. Les médecins réussissent à soigner sa jambe gauche, mais la sévérité des blessures dans son bras gauche force l'amputation. Pour sa bravoure, il est décoré de l'ordre de la Couronne de la Roumanie et de la Croix de guerre de la France, personnellement remise par Henri Berthelot.

### Carrière

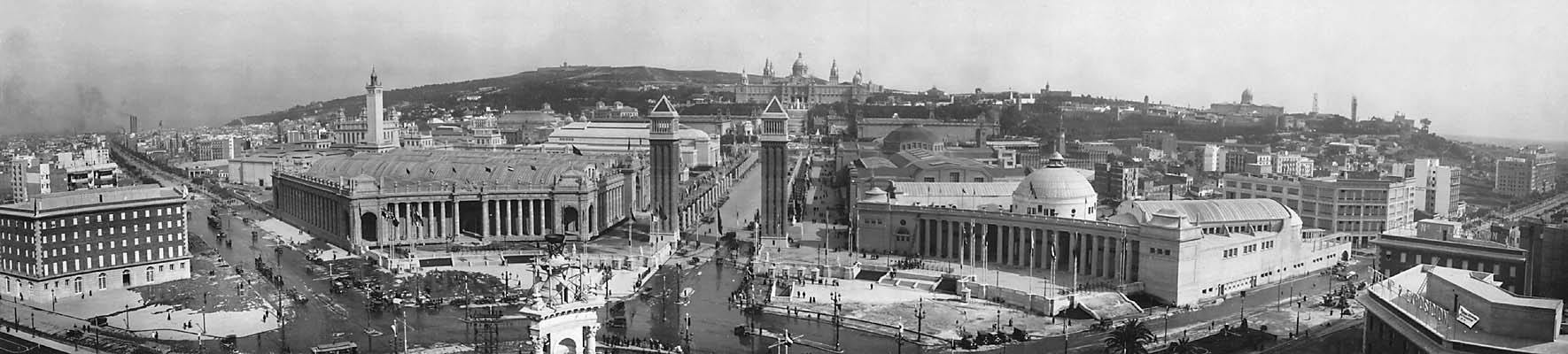
Installations de l'exposition universelle de 1929.

Même après avoir perdu son bras gauche, Ion Jalea décide de consacrer sa vie à la sculpture. Il acquiert une renommée dans la sculpture roumaine pour avoir travaillé avec seulement son bras gauche ; Ses plus grands travaux sont réalisés après être devenu amputé,.
Il reçoit un prix à l'exposition internationale de Barcelone de 1929, puis à l'exposition universelle de 1937 à Paris, pour son Monument de la Roumanie et de ses Provinces. Il participe aussi à l'exposition universelle de 1939 à New York, à l'aube de la Seconde Guerre mondiale. Il devient professeur à l'université d'art de Bucarest en 1932 et en 1942 devient directeur au ministère des Arts.

### Mort et postérité

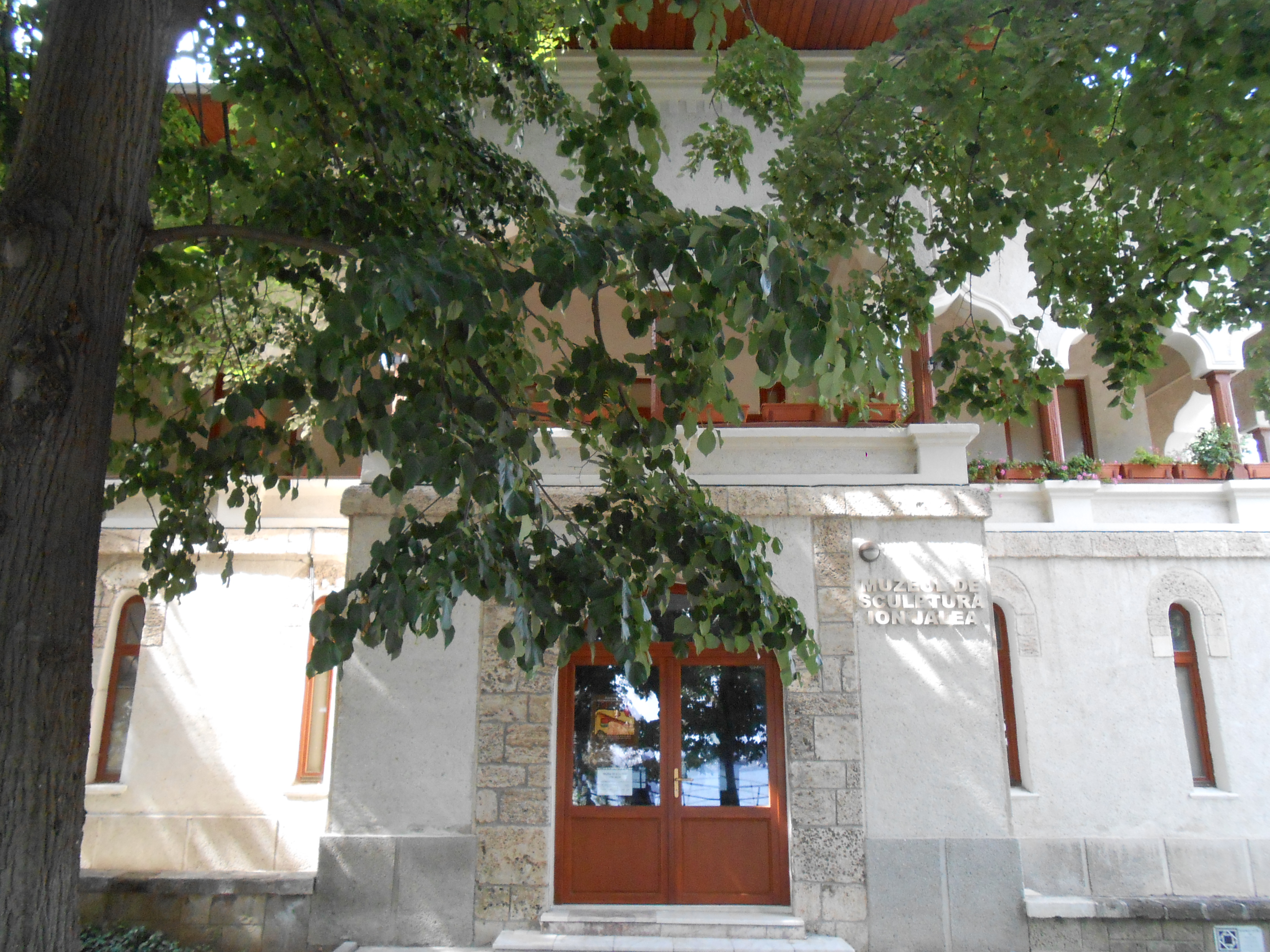
Musée Ion Jalea.

Ion Jalea meurt à Bucarest le 7 novembre 1983 à l'âge de 96 ans.
Le musée de sculpture Ion Jalea ouvre dans un édifice conçu par Victor Ștefănescu (ro) en 1968. Au moment de sa mort, plus de 227 œuvres s'étaient accumulées dans la collection, qui fait maintenant partie du musée d'Art de Constanța.
Une copie de l'Archer d'Ion Jalea est donnée par la Roumanie à la Cour de justice de l'Union européenne à Luxembourg en 2009.

## Œuvres

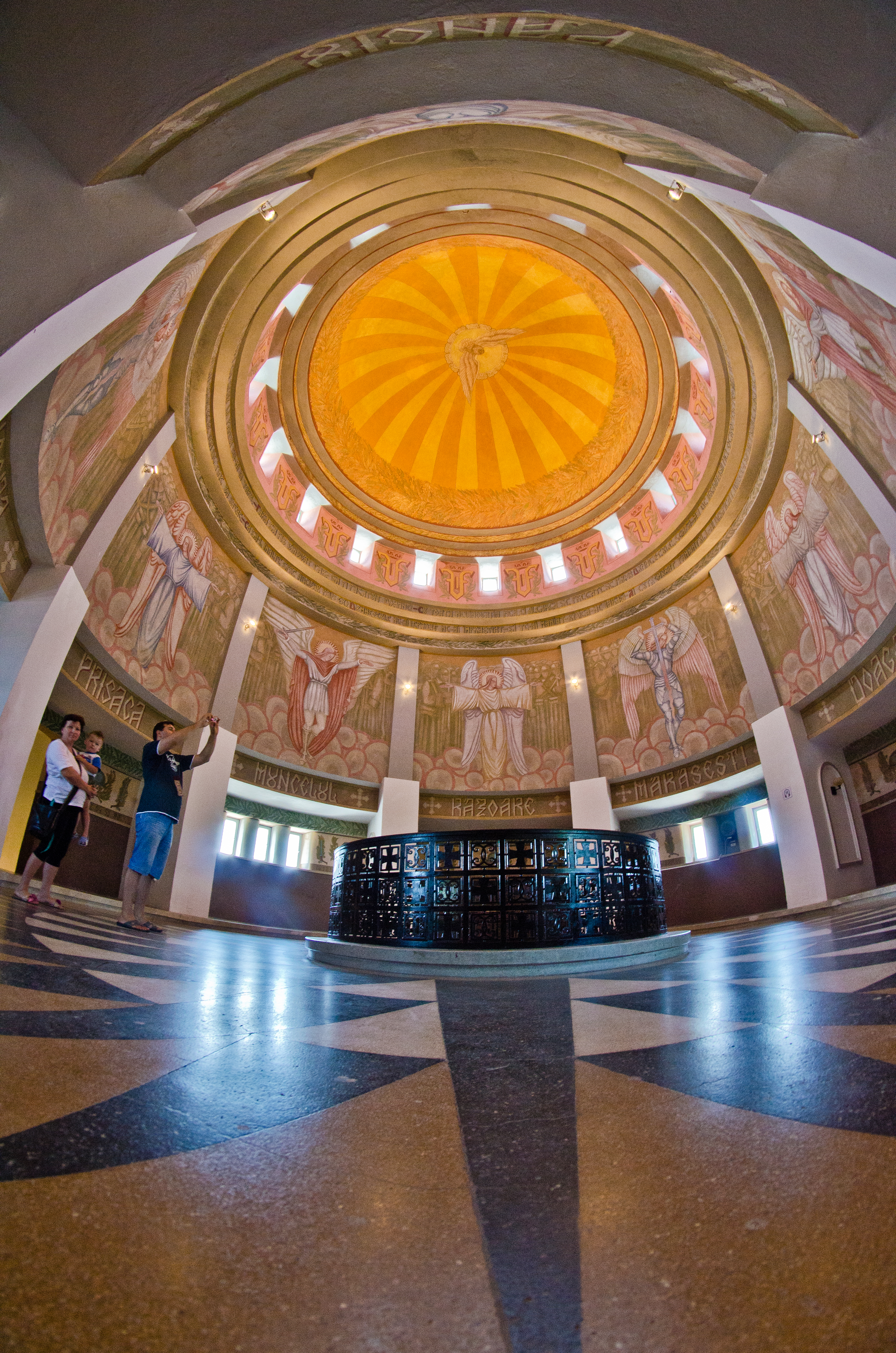
Intérieur du mausolée de Mărășești.

Jalea a eu une longue et prolifique carrière artistique, ayant réalisé de nombreux monuments, bustes et reliefs. Son art mélange la qualité d'une surface bien formée, apprise de Rodin et Paciurea, à un espace occupé de façon rigoureuse, influencé par Bourdelle.
- La chute de l'Ange et la chute de Lucifer, 1915[7],[8] ;
- Le monument aux Héros des Chemins de fer roumains (ro), réalisé en 1923 avec Cornel Medrea, gare de Bucarest Nord[9] ;
- Hercule et le Centaure, 1925, parc Herăstrău, Bucarest[1] ;
- L'Archer, 1926, musée de la sculpture Ion Jalea (ro), Constanța ;
- Bas-reliefs du mausolée de Mărășești (en), réalisés en 1930 avec Medrea[10] ;
- Statue de Spiru Haret (ro), 1935, place de l'Université de Bucarest[11] ;
- Statue de Dumitru Brezulescu (ro), 1936, Novaci, détruite en 1948[12] ;
- Plusieurs sculptures de l'Arc de triomphe de Bucarest, 1936 ;
- Statue de la reine Élizabeth, 1937, Constanța ;
- Buste de Mihai Eminescu, 1943, parc Cișmigiu, Bucarest ;
- Buste d'Octavian Goga, 1943, parc Cișmigiu, détruite en 1944 dû aux liens fascistes de Goga, remplacée dans les années 1960 par la statue d'Ion Creangă[13],[14],[15] ;
- Buste de Leon Ghelerter, 1946, hôpital Iubirea de Oameni, Bucarest ;
- Statue de George Enescu (ro), 1971, Opéra national de Bucarest[16] ;
- Statue équestre de Mircea Ier, 1972, Tulcea[17] ;
- Buste de Theodor Rogalski (en), siège de la Société roumaine de radiodiffusion, Bucarest ;
- Statue de la Mère à l'Écolier (ro), 1977, parc universitaire (ro), Suceava[18] ;
- Statue du Lanceur de marteau (ro), 1977, parc universitaire, Suceava[18] ;
- Statue équestre de Décébale, 1978, Deva[19] ;
- Buste de Miguel de Cervantès, place d'Espagne, Bucarest ;
- Reliefs L'Empereur et les Prolétaires ;
- Bas-reliefs de l'obélisque de l'Union, sur la place de l'Union, Focșani[20] ;
- Monument de Dragoș Vodă et du Bison (ro), 1978, Câmpulung Moldovenesc[21].

On retrouve un grand nombre de ses œuvres au musée de la sculpture Ion Jalea, près du musée d'Art de Constanța (ro), ouvert en 1968 à partir de dons du sculpteur. Il compte en date de 1985, 227 œuvres de l'artiste, dont 119 enregistrés au registre du patrimoine historique.
Ion Jalea a aussi conçu en 1935 l'avers de la pièce de 250 lei, où l'on peut voir les armoiries nationales, ainsi que son revers, où figure Carol II, roi de Roumanie.

## Distinctions
En 1941, Jalea reçoit le prix national pour la sculpture. En 1948, il est élu membre de l'Académie par correspondance, puis membre titulaire en 1955. L'année suivante, il devient président de l'Union roumaine des Artistes plasticiens. En 1966, il reçoit l'ordre du Mérite culturel pour Hercule et le Centaure. En 1962, il avait reçu l'ordre de l'Étoile de la république socialiste de Roumanie (en), première classe, et en 1971 a été nommé Héros du travail socialiste par l'Union soviétique.